# 逃亡料理人ワタナベ
逃亡料理人ワタナベ（とうぼうりょうりにんワタナベ）は、2019年3月23日より、ひかりTVで独占先行配信が開始された、日中合作ドラマ。全10話。主演は、池内博之。キャッチコピーは、「ウマいから、許せ。」 

## ストーリー
妻殺しの容疑者となった天才料理人ワタナベ（池内博之）と、彼を追う出口刑事（岸谷五朗）、そして、旅する中国料理人（尚語賢）が、全国の特産を料理し、食べ続けるグルメコメディードラマ。西へ東へ逃げまくる！

## キャスト
- 亘鍋篤：池内博之
- 出口(刑事)：岸谷五朗
- 一琳(謎の中国人パティシエ)：尚語賢
- 天愛(一琳の友人の中国人凄腕マジシャン)：魏一
- 築地警察署刑事：中村蒼
- 「割烹わたなべ」板前 広島：三浦貴大
- 晴(ワタナベの娘)：新津ちせ
- 小暮：門田宗大
- 間宮：中野良子（特別出演）
- 未来(ワタナベの妻)：いとうあさこ
- 築地警察署刑事：筧利夫

ゲスト
- 伊東市ゲスト：内田理央、高島礼子
- 京丹後市ゲスト：池端レイナ、阿部亮平、螢雪次朗
- 淡路市ゲスト：良知真次、広島光、渡辺大
- 神石高原町ゲスト：飯窪春菜、西山潤
- 北九州市ゲスト：岩城滉一、清水くるみ

## 主題歌・挿入歌
- 主題歌：「Face feat. 井上苑子」作詞・作曲・歌：川嶋あい[3]
- 挿入歌：「タバルほおばる」歌：TABARU

## スタッフ
- 監督：門馬直人、北畑龍一、佐藤リョウ
- 脚本：一雫ライオン
- 監修：李纓
- プロデューサー：伊藤主税、夏暁暉、耿忠、岩崎雅公
- エグゼクティブプロデューサー：吉田正大、佐藤崇弘
- 制作：and pictures / クレデウス
- 協力：CCTV.一鎮一品 / CCTVテレビショッピング(央視購物) / macaroni / 日本ブランド / 日本地域創生学会 / NPH
- 後援：静岡県伊東市 / 京都府京丹後市 / 兵庫県淡路市 / 広島県神石高原町 / 福岡県北九州市 / 北九州映画地域活性化協議会
- 協賛：beachwalkers / LIMON / 日本酒にしよう / カイハラ / 森岡商店 / 第一交通 / ワイエスフード / 若松競艇場 / スターフライヤー / 甲羅グループ
- 製作：and pictures / ムーランプロモーション / 北京中城网科技有限公司 / 広州秀美綱絡文化伝媒有限公司 / パソナグループ / Wano

## 皿
- 1皿目 アジのまご茶漬け
- 2皿目 伊東の踊り子飯
- 3皿目 コッペ蟹のグラタン
- 4皿目 松葉蟹のコッペソース焼き
- 5皿目 淡路島牛丼
- 6皿目 合盛りトマトすき焼き丼
- 7皿目 神石牛ラーメン
- 8皿目 こんにゃくカツの味噌デミグラスソースがけ
- 9皿目 小倉前寿司
- 10皿目 〆の一貫

## 配信
ひかりTV、GYAO!ストア、Amazonプライムビデオほか、全13サイトで配信している。

## DVDリリース
- 逃亡料理人ワタナベ 4枚組DVD-BOX（2020年10月25日、ライツキューブ）

## スピンオフ
- スピンオフミニ番組「湯けむり下京」（2019年よりGYAO!で配信）
- 出演：下京慶子
- 主題歌：「タバルほおばる」歌：TABARU